# Гола
Гола (на английски: Ghola) е създание от измисления свят на Дюн, създаден от Франк Хърбърт. Голите се създават чрез технологичен процес, познат само на Бин Тлейлакс.
Голатите са клонинги, отгледани в аксолотлов резервоар от генетичен материал, извлечен от клетките на убития оригинал. (Разликата между гола и клонинг, създаден от жива тъкан, е разгледана няколко пъти в романите.) Тлейлаксианците контролират създанията си като ги вкарват в хипнотично състояние с предварително зададен звук. По време на действията, описани в Дюн, голите са почти пълни физически копия, но в края на романа Месията на Дюн, голатът на Дънкан Айдахо възвръща спомените на оригинала, ставайки реинкарнация на Айдахо.
Важен елемент в измисления свят на Дюн е „генетичната памет“: възможност да се възстановят спомените и личността на предшествениците. Голата на Дънкан Айдахо (кръстен от тлейлаксианците 'Хейт') е програмиран да убие Пол Атреидски, но стресът при опита да убие някой, който силно е обичал в предишния си живот счупва менталната преграда между съзнанието на голата и спомените на оригинала (но не и между обекта и неговите предшественици).
В романа Бог-Император на Дюн, Лито II има за довереници и съветници серия от голи на Дънкан Айдахо с възстановени спомени на оригиналния Дънкан Айдахо (но не и спомени от предишните инкарнации на голата).
В романа Еретиците на Дюн, Бин Джезърит започват да използват голи на Дънкан Айдахо, който възвръща спомените на всички свои предишни гола инкарнации.